# Okuda Hayato
Okuda Hayato (sinh ngày 21 tháng 4 năm 2001) là một cầu thủ bóng đá người Nhật Bản.

## Sự nghiệp câu lạc bộ
Okuda Hayato hiện đang chơi cho Gamba Osaka.